# Ромен Метанір
Ромен Метанір (малаг. Romain Métanire, нар. 28 березня 1990, Мец) — мадагаскарський футболіст, захисник американського клубу «Міннесота Юнайтед».
Виступав, зокрема, за «Мец», а також національну збірну Мадагаскару.

## Клубна кар'єра
Народився 28 березня 1990 року в місті Мец. Вихованець футбольної школи клубу «Мец».
У дорослому футболі дебютував 2009 року виступами за команду «Мец-2», у якій провів сім сезонів, взявши участь у 32 матчах чемпіонату. 
Своєю грою за цю команду привернув увагу представників тренерського штабу клубу «Мец», до складу якого приєднався 2010 року. Відіграв за команду з Меца наступні шість сезонів своєї ігрової кар'єри. Більшість часу, проведеного у складі «Меца», був основним гравцем захисту команди.
Згодом з 2016 по 2019 рік грав у складі команд «Кортрейк» та «Реймс».
До складу клубу «Міннесота Юнайтед» приєднався 2019 року. Станом на 9 грудня 2022 року відіграв за міннесотську команду 74 матчі в національному чемпіонаті.

## Виступи за збірну
У 2018 році дебютував в офіційних матчах у складі національної збірної Мадагаскару.
У складі збірної був учасником Кубка африканських націй 2019 року в Єгипті.

## Статистика виступів

### Статистика клубних виступів
| Сезон             | Команда           | Чемпіонат         | Чемпіонат | Чемпіонат | Національний кубок | Національний кубок | Національний кубок | Континентальні кубки | Континентальні кубки | Континентальні кубки | Інші змагання | Інші змагання | Інші змагання | Усього | Усього | Усього |
| Сезон             | Команда           | Ліга              | Ігор      | Голів     | Ліга               | Ігор               | Голів              | Ліга                 | Ігор                 | Голів                | Ліга          | Ігор          | Голів         | Ігор   | Голів  |        |
| ----------------- | ----------------- | ----------------- | --------- | --------- | ------------------ | ------------------ | ------------------ | -------------------- | -------------------- | -------------------- | ------------- | ------------- | ------------- | ------ | ------ | ------ |
| 2010–11           | «Мец»             | Л2                | 3         | 0         | КФ+КЛ              | 0                  | 0                  |                      | -                    | -                    |               | -             | -             | 3      | 0      |        |
| 2011–12           | «Мец»             | Л2                | 32        | 0         | КФ+КЛ              | 2+1                | 0                  |                      | -                    | -                    |               | -             | -             | 35     | 0      |        |
| 2012–13           | «Мец»             | Л2                | 33        | 0         | КФ+КЛ              | 2+3                | 0                  |                      | -                    | -                    |               | -             | -             | 38     | 0      |        |
| 2013–14           | «Мец»             | Л1                | 33        | 0         | КФ+КЛ              | 0+1                | 0                  |                      | -                    | -                    |               | -             | -             | 34     | 0      |        |
| 2014–15           | «Мец»             | Л1                | 34        | 0         | КФ+КЛ              | 1+1                | 0                  |                      | -                    | -                    |               | -             | -             | 36     | 0      |        |
| 2015–16           | «Мец»             | Л2                | 23        | 2         | КФ+КЛ              | 1+1                | 0                  |                      | -                    | -                    |               | -             | -             | 25     | 2      |        |
| Усього за «Мец»   | Усього за «Мец»   | Усього за «Мец»   | 161       | 2         |                    | 13                 | 0                  |                      | -                    | -                    |               | -             | -             | 174    | 2      |        |
| 2016-січ. 2017    | «Кортрейк»        | Д1                | 18        | 0         | КБ                 | 3                  | 0                  |                      | -                    | -                    |               | -             | -             | 21     | 0      |        |
| січ.-черв. 2017   | «Реймс»           | Л2                | 17        | 0         | КФ+КЛ              | 0                  | 0                  |                      | -                    | -                    |               | -             | -             | 17     | 0      |        |
| 2017–18           | «Реймс»           | Л2                | 32        | 0         | КФ+КЛ              | 2+1                | 0                  |                      | -                    | -                    |               | -             | -             | 35     | 0      |        |
| Усього за кар'єру | Усього за кар'єру | Усього за кар'єру | 228       | 2         |                    | 19                 | 0                  |                      | -                    | -                    |               | -             | -             | 120    | 15     |        |